# Montérégie
La Montérégie est une région administrative du Québec délimitée à l'ouest par la région de Montréal et à l'est par les régions de l'Estrie et du Centre-du-Québec. Elle s'étend du fleuve Saint-Laurent jusqu'à la frontière avec les États-Unis. Son nom vient des collines Montérégiennes, presque toutes situées sur son territoire.

## Toponymie
Le toponyme Montérégie, comme le terme montérégien pour désigner l'ensemble des collines de la région, provient de la forme latinisée du mont Royal, soit mons regius. Le mont Royal sur l'île de Montréal, bien qu'à l'extérieur de la région de la Montérégie, est l'une des collines montérégiennes. Ce terme pour nommer cet ensemble de collines dans la plaine du Saint-Laurent a été créé initialement en 1903 en anglais par le géologue Frank Dawson Adams pour désigner une nouvelle province pétrographique. Outre le mont Royal, deux autres collines montérégiennes ne sont pas situées en Montérégie : le mont Mégantic, en Estrie, et les collines d'Oka, dans les Basses-Laurentides.

## Géographie
Sont répartis sur son territoire, en ordre d'importance : les terres agricoles (53,5 %), les forêts (27,4 %), les surfaces artificielles (9 %), les eaux (6,1 %) et finalement les milieux humides (4 %).

### Situation
La Montérégie est située immédiatement au sud de la région de Montréal, à mi-chemin vers les États-Unis. Sa superficie s'étend sur 8 824 km2. Région administrative la plus populeuse après Montréal, la Montérégie est également reconnue pour être le « grenier du Québec », avec ses terres fertiles et plus de la moitié de son territoire consacré à l'agriculture.
Elle est bordée à l'ouest par la province canadienne de l'Ontario, au sud par les états américains de New York et du Vermont, au nord par les régions administratives de Montréal, des Laurentides et de Lanaudière, puis à l'est par les régions administratives de l'Estrie et du Centre-du-Québec.

### Relief

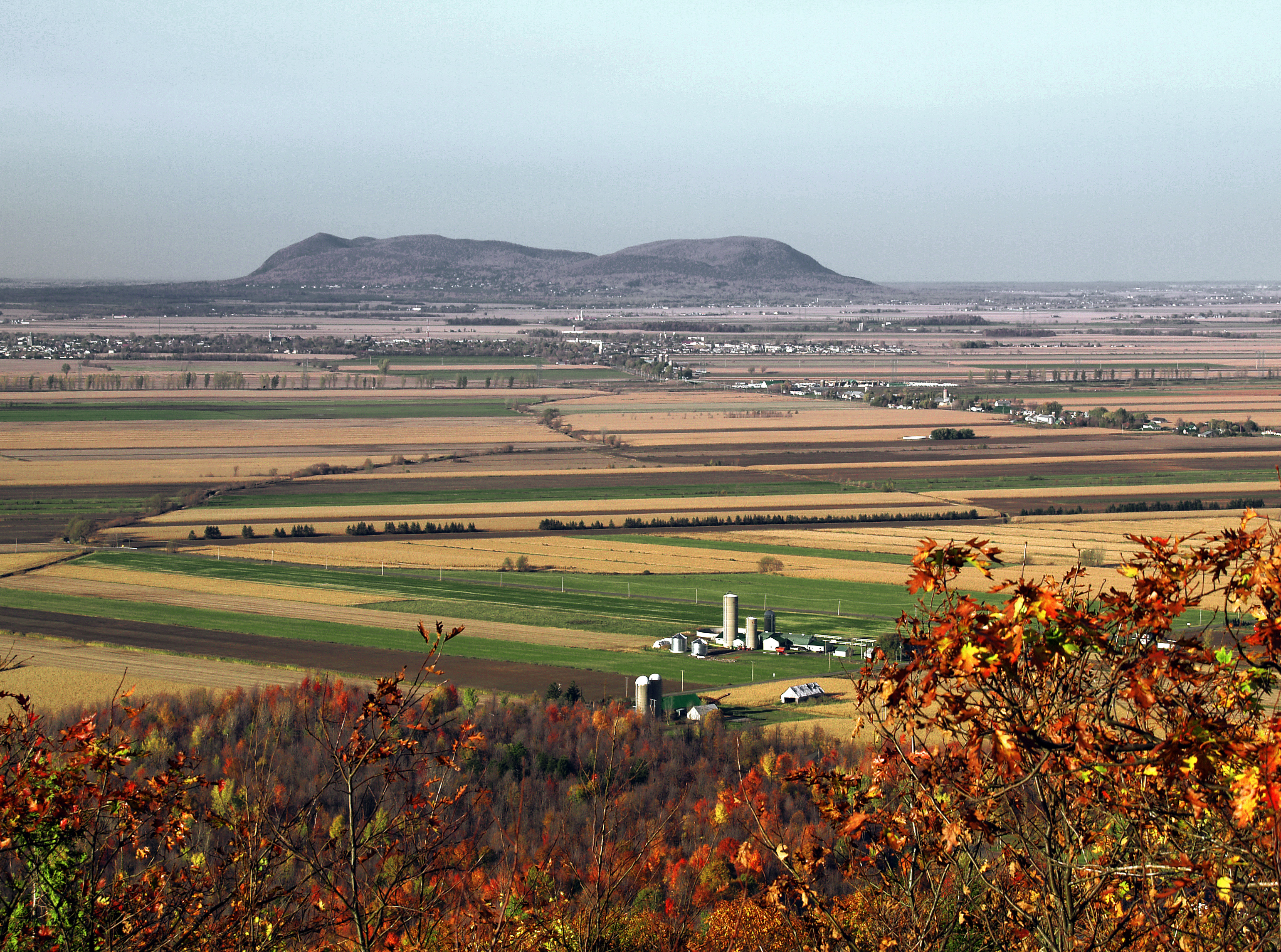
Le mont Rougemont, l'une des collines Montérégiennes.

La topographie de la Montérégie est caractéristique des basses-terres du Saint-Laurent. Son altitude moyenne est plus basse que la majorité des autres régions du Québec, ce qui en fait un territoire très fertile. Le long du fleuve Saint-Laurent et de la vallée de la rivière Richelieu, l'altitude ne dépasse jamais les 50 mètres. La monotonie de son paysage très plat est toutefois rompue par la présence remarquée des collines Montérégiennes, une série d'inselbergs alignés d'est en ouest.
L'altitude minimale est de 1 m au lac Saint-Pierre et s'élève jusqu'à 416 m au mont Yamaska  (Collines Montérégiennes).

### Hydrographie

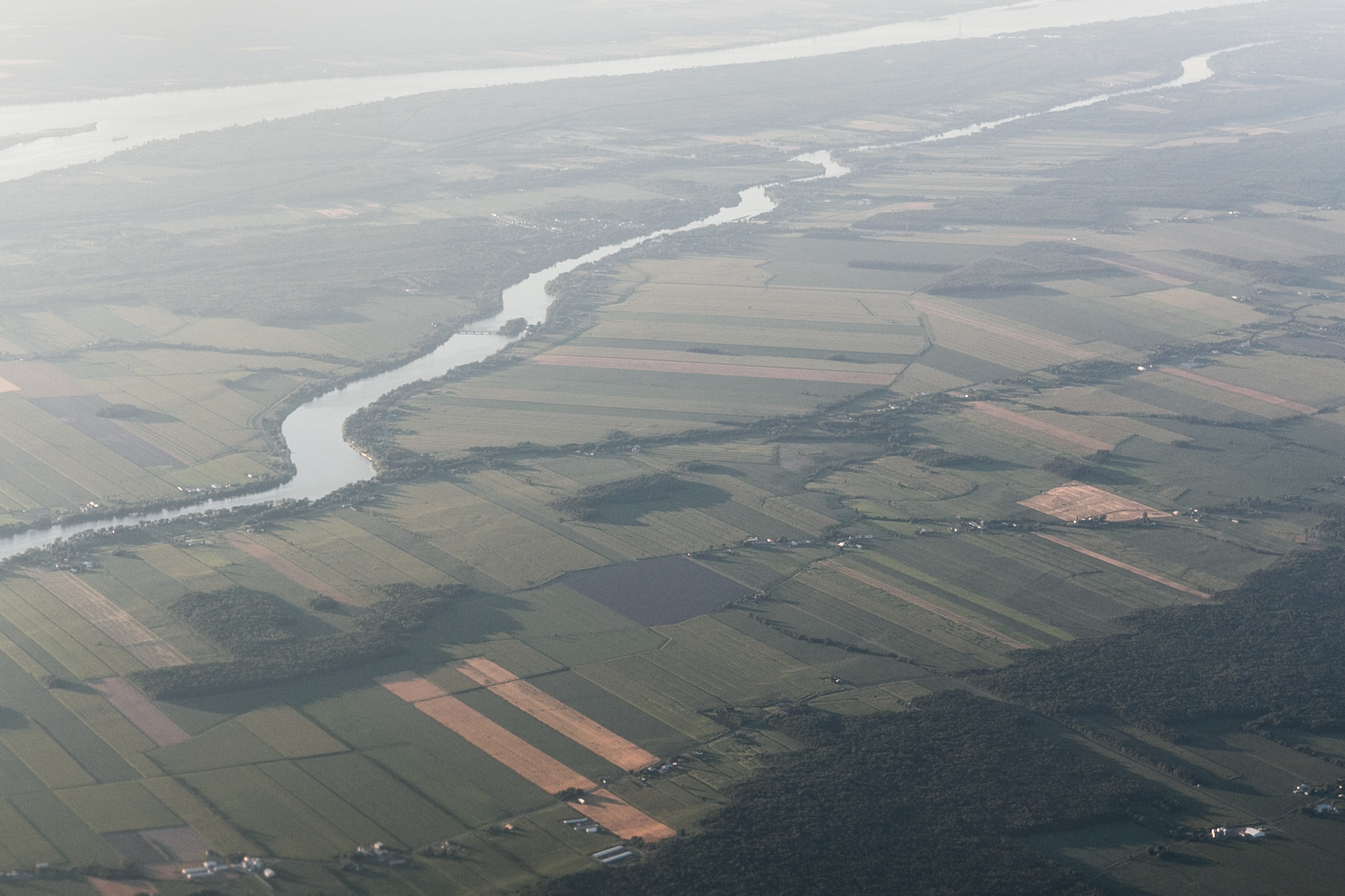
Rivière Richelieu

La rivière Richelieu traverse la Montérégie dans son intégralité, du nord au sud. La région était jadis recouverte par la mer de Champlain. Le Richelieu en est l'héritier, en reliant toujours le lac Champlain au fleuve Saint-Laurent. Son bassin versant est délimité par deux autres principaux cours d'eau: la rivière Châteauguay (à l'ouest) et la rivière Yamaska (à l'est).
Au nord, le fleuve Saint-Laurent constitue sa principale frontière, sans oublier la rivière des Outaouais pour la portion touchant la municipalité régionale de comté de Vaudreuil-Soulanges.
À l'exception notable du lac Champlain et de sa baie Missisquoi, la région ne comporte aucun plan d'eau d'importance.

## Histoire

### Préhistoire et premiers habitants

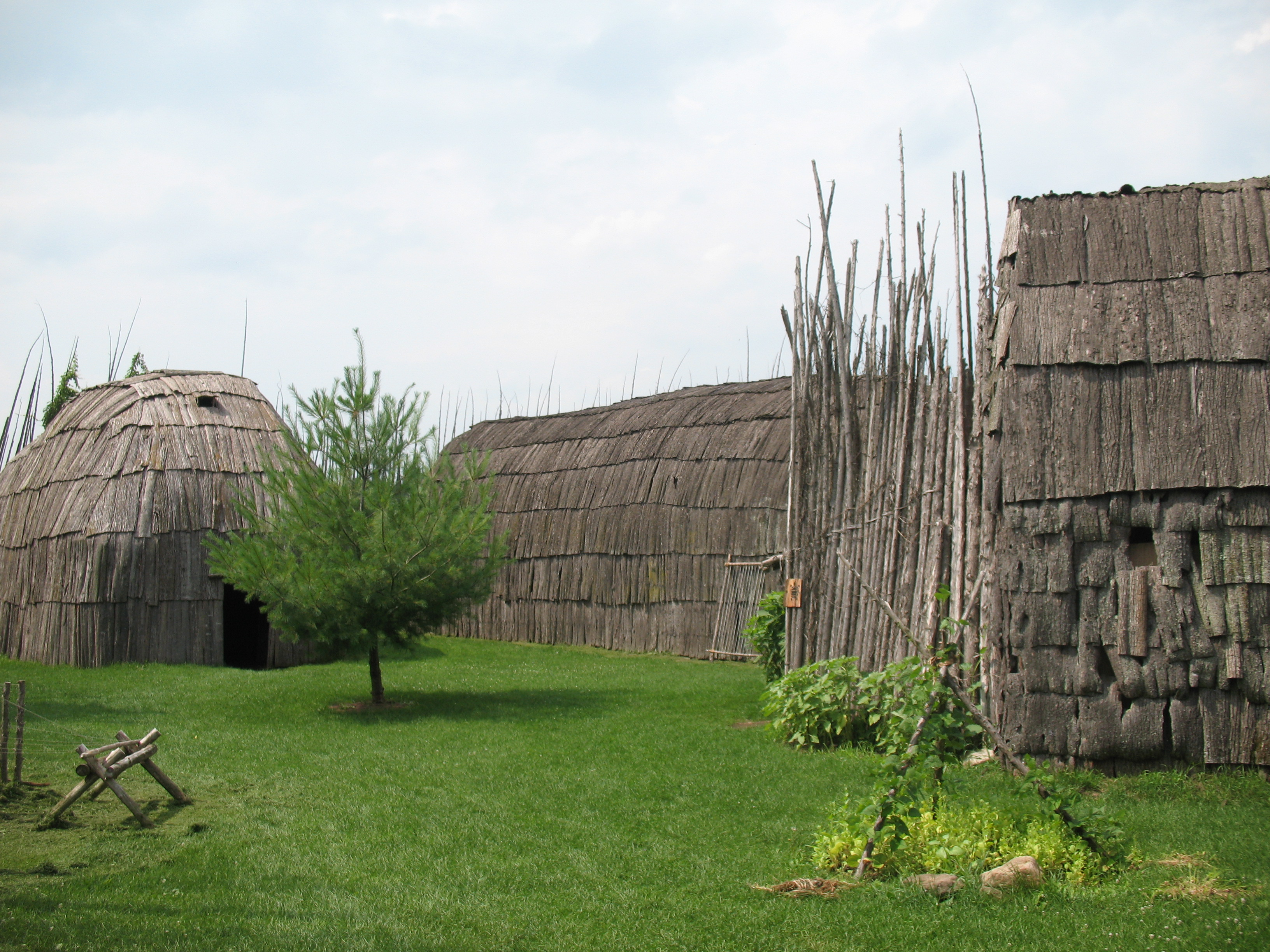
Reconstitution du village iroquoien de Droulers-Tsiionhiakwatha.

La région émerge après la disparition de l'inlandsis laurentidien et le retrait de la mer de Champlain, à la suite de la dernière période glaciaire, il y a 11 000 ans.
Les premières traces d'occupation humaine remontent à 6500 av. J.-C., à la tête du lac Saint-François, à une époque où des Paléoaméricains atteignent la Montérégie dans leur chasse du caribou. À mesure que la région se réchauffe, la végétation passera de la toundra à une forêt dominée par les feuillus, et ce depuis environ 5 000 ans.
Le site de Pointe-du-Buisson est fréquenté par les Amérindiens durant plusieurs siècles. Vers l'an 500, la pêche occupe de plus en plus de place par rapport à la chasse. Vers l'an 1000, la croissance de la population et la baisse du gibier fait entrer la région dans le Sylvicole supérieur, ouvrant la voie à la sédentarisation et l'agriculture.
Les Iroquoiens du Saint-Laurent établissent des hameaux et des villages à l'intérieur des terres, comme Droulers-Tsiionhiakwatha, vers 1450, où ils cultivent le maïs, les courges et les haricots.

### Colonisation européenne

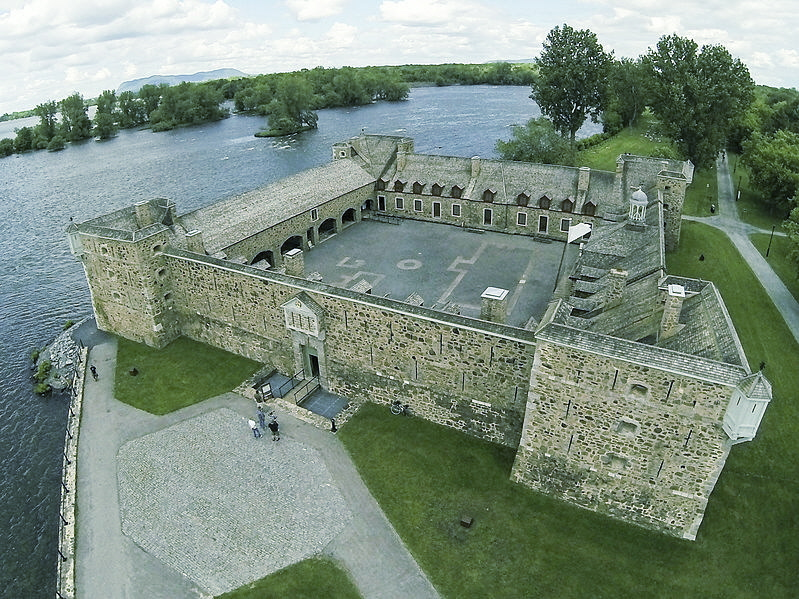
Le fort Chambly, érigé au milieu du XVIIe siècle pour défendre la colonie des attaques iroquoises.

Début XVIIe siècle, les Français débutent la colonisation de la vallée du fleuve Saint-Laurent et s'allient politiquement et économiquement avec les Wabanakis (Confédération Wabanaki) qui y résident. Ces derniers sont en relatif conflit avec les Mohawks de la Confédération iroquoise, établie plus au sud, alliée pour sa part aux Britanniques.
L'actuelle région de la Montérégie, à la frontière entre ces deux groupes, devient une zone d'affrontement. Plusieurs forts (Chambly, Richelieu, Saint-Jean) seront construits pour protéger la colonie française. Les guerres franco-iroquoises débutent par la bataille du lac Champlain en 1609, s'intensifient dans les années 1660 avec la mobilisation du régiment de Carignan-Salières, et se terminent uniquement en 1701 avec le traité de la Grande Paix de Montréal.
Malgré le fort potentiel de la région, ces troubles ont nui à la colonisation et la population vit essentiellement dans les seigneuries concédées près du fleuve, face à Montréal : Longueuil (1657), Boucherville et La Prairie (1667). À la Conquête britannique, la Montérégie compte environ 9 000 habitants, soit 13 % de la colonie.
La coupe commerciale de la forêt débute dans les années 1720 et on retrouve au moins treize scieries dans la région avant 1760. Néanmoins, c'est l'agriculture qui est et qui restera la principale activité économique : la surface défrichée passe 7 km2 en 1681 à près de 100 km2 en 1739, puis environ 5 000 km2 en 1850. À la fin des années 1760, des centaines de familles acadiennes exilées plus tôt en Nouvelle-Angleterre, rejoignent la Montérégie et s'établissent dans « La Cadie ». Toutefois, c'est principalement aux colons loyalistes britanniques qu'on réserve toutes les terres non défrichées de la région, qui sont désormais divisées en cantons plutôt qu'en seigneuries. La forte fécondité des Canadiens de souche permet toutefois de conserver une hégémonie francophone en Montérégie, comparativement aux Cantons-de-l'Est.

### Conflits et développement

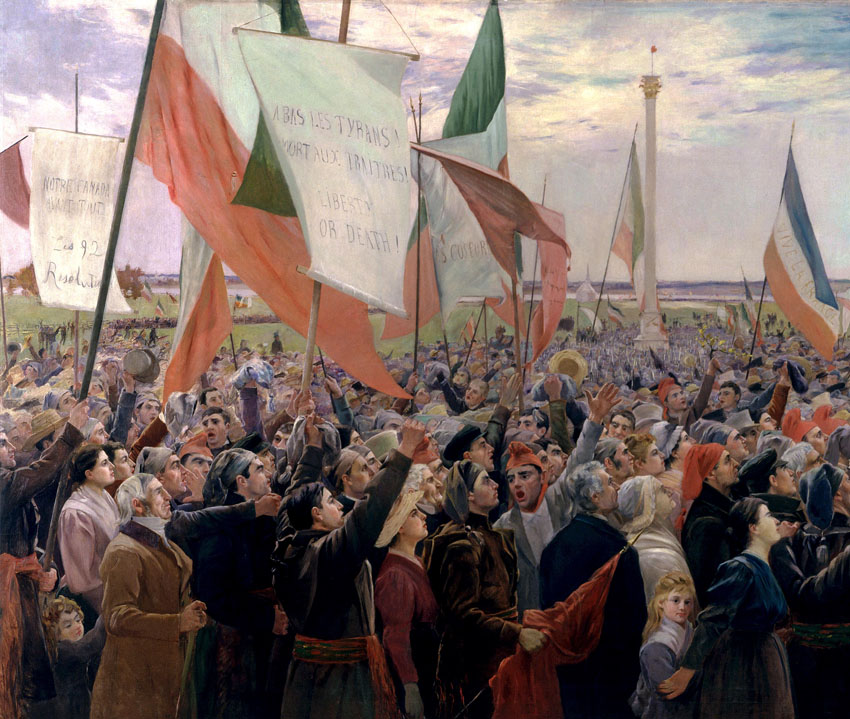
Protestations contre l'autorité britannique à Saint-Charles-sur-Richelieu, lors de l'Assemblée des six-comtés en 1837.

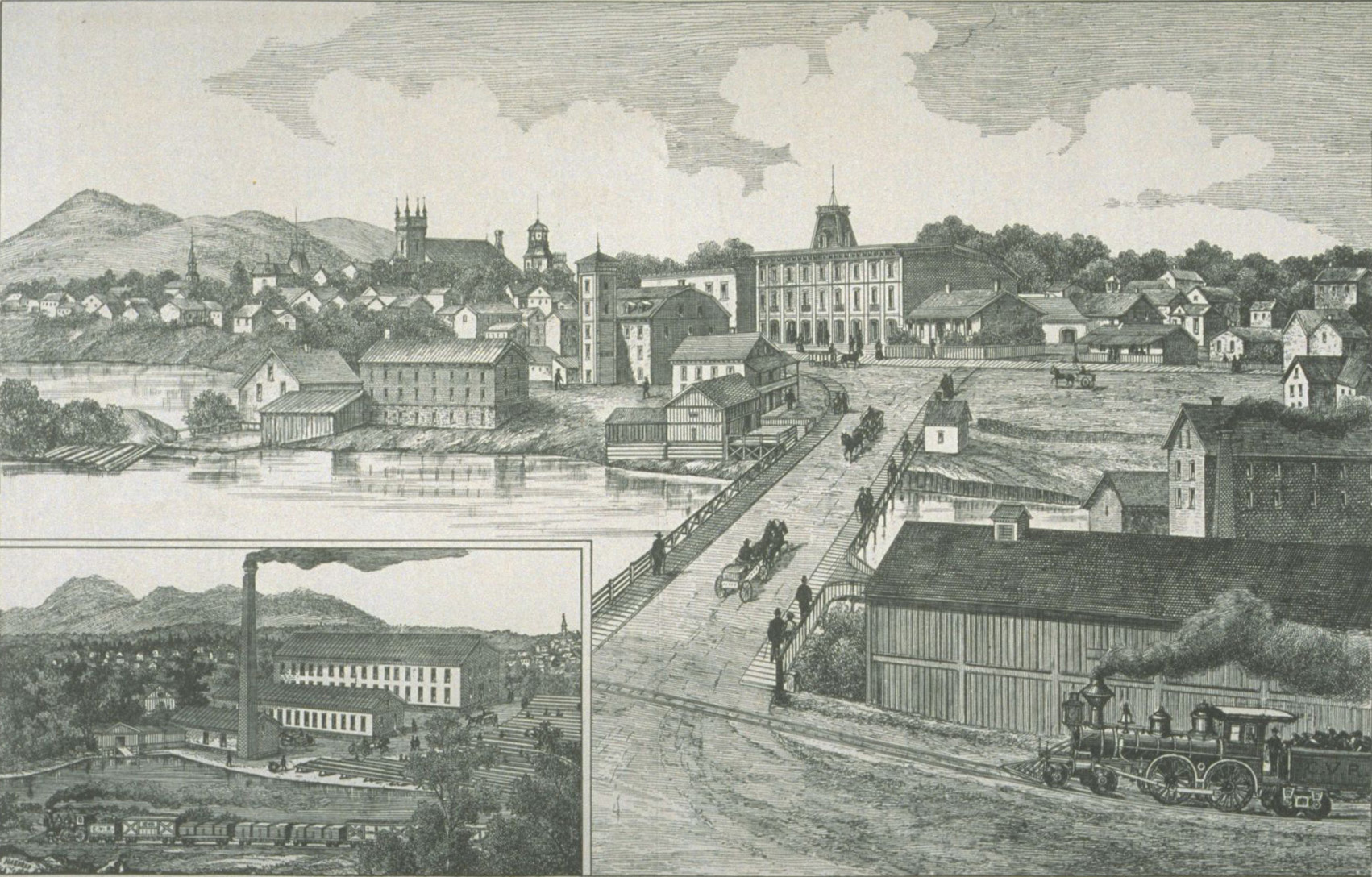
Granby en 1883.

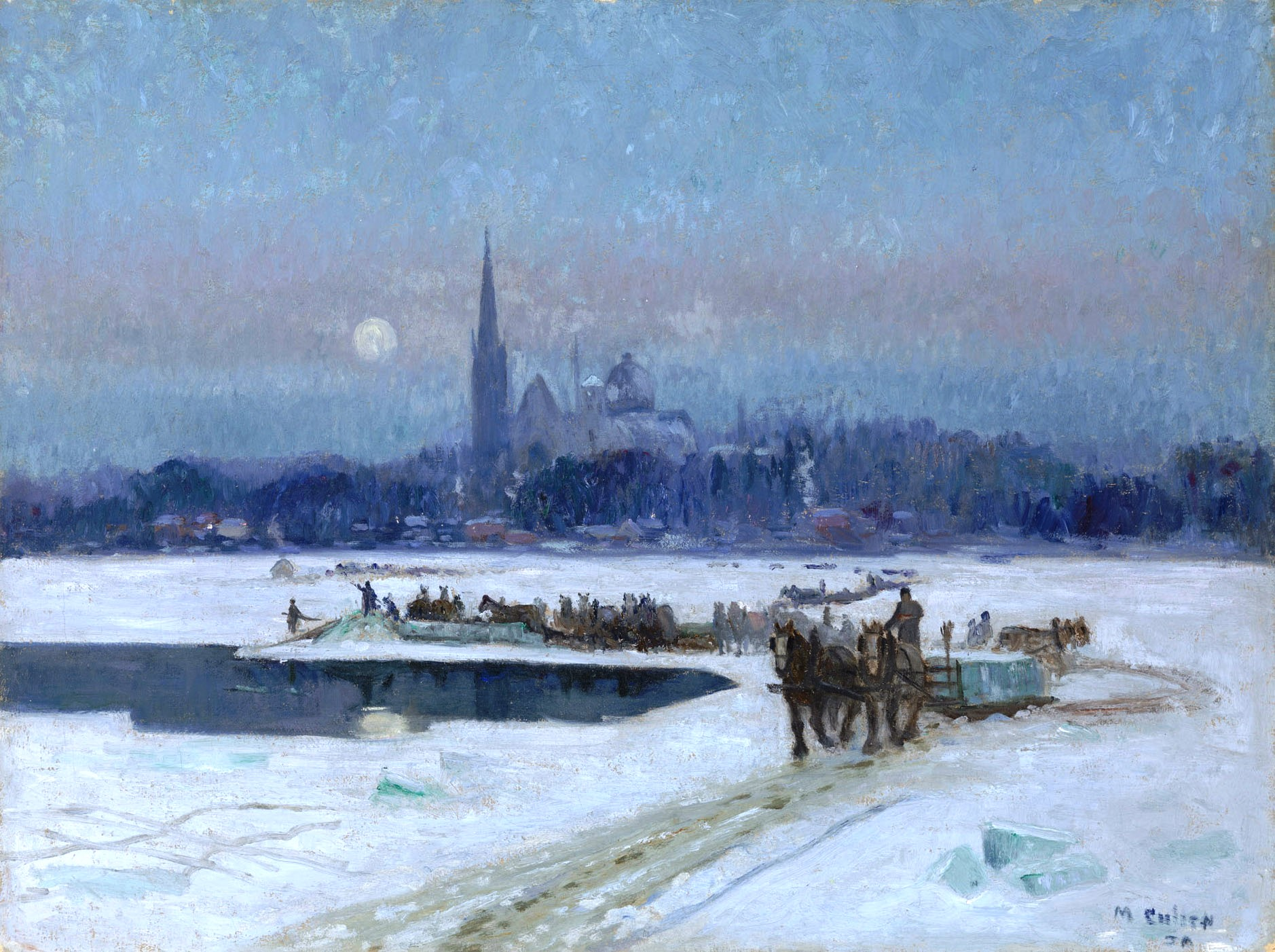
Longueuil en 1923, peinture de Maurice Cullen.

Durant l'invasion américaine du Québec en 1775, les États-Unis s'emparent brièvement des forts Saint-Jean et Chambly. À leur deuxième tentative, en 1813, les Américains sont de nouveau arrêtés en Montérégie grâce aux troupes des Voltigeurs canadiens lors de la bataille de la Châteauguay. Bien que la Montérégie soit géographiquement frontalière des États-Unis, c'est surtout grâce à la rivière Richelieu, une voie navigable jusqu'au lac Champlain, qu'elle peut en tirer un avantage. Au début du XIXe siècle, de petits paquebots assurent une liaison entre la colonie et le voisin américain. L'ouverture des canaux Champlain (1823) puis Érié (1825), du côté américain, va toutefois orienter une grande partie du commerce vers les Grands Lacs. Du côté montérégien, la construction du canal de Chambly permet le développement du sud de la région en lui donnant accès au Saint-Laurent,.
Au sein du Bas-Canada, la Montérégie est divisée en sept comtés : York, Huntingdon, Kent, Surrey, Richelieu, Bedford et William-Henry. Le poids démographique de la région lui confère le quart de la députation de la Chambre d'assemblée du Bas-Canada. Elle fait élire plusieurs des membres du Parti canadien, lequel revendique plus de pouvoir aux élus et moins au gouverneur, lequel favorise toujours les ambitions et intérêts britanniques avant ceux de la population canadienne française. Plusieurs assemblées de protestation se déroulent dans la région, dont l'Assemblée des six-comtés à Saint-Charles-sur-Richelieu. La Montérégie sera le principal théâtre de la Rébellion des Patriotes.
L'accroissement naturel important permet à la Montérégie de devenir la région la plus peuplée du Québec en 1850. Cette forte natalité rurale pose un problème dans la nouvelle dynamique de la révolution industrielle. Un quart de million de Montérégiens partent vers les villes industrielles de la Nouvelle-Angleterre pour y former une importante diaspora. La Politique nationale permet de renverser cet exil en développant le secteur manufacturier dans les domaines du textile, du tabac et du caoutchouc. Des villes comme Salaberry-de-Valleyfield, Saint-Jean-sur-Richelieu, Granby et Saint-Hyacinthe en profitent. À partir de 1945, la démocratisation de l'automobile transforme le nord de la Montérégie en banlieue résidentielle du Grand Montréal.

### Histoire récente
En 1988, la Montérégie est divisée en quinze municipalités régionales de comté. Lors du référendum québécois de 1995, les Montérégiens votent majoritairement en faveur de l'indépendance du Québec.
En 1998, la crise du verglas affecte particulièrement la Montérégie, située dans le « triangle noir ».
En 2001, le processus québécois de réorganisation municipale fait naître l'agglomération de Longueuil, la troisième agglomération du Québec.
En 2004, le Conseil régional de développement de la Montérégie est remplacé par trois conférences régionales des élus : la Montérégie-Est, la Vallée-du-Haut-Saint-Laurent et l'agglomération de Longueuil, lesquelles sont dissoutes en 2015.
En 2011, la région est l'objet d'importantes inondations le long de la rivière Richelieu.
En 2021, les MRC de Brome-Missisquoi et de la Haute-Yamaska sont détachées de la Montérégie et incluses dans la région de l'Estrie. Historiquement, le territoire correspondant à ces MRC a été associé à la région de Montréal (de laquelle a été détachée la Montérégie en 1987) depuis le découpage initial du Québec en régions administratives, en 1966.

## Démographie

### Principales villes
| 1  | Longueuil                | Agglomération de Longueuil | 254 483 |
| 2  | Saint-Jean-sur-Richelieu | Le Haut-Richelieu          | 97 873  |
| 3  | Brossard                 | Agglomération de Longueuil | 91 525  |
| 4  | Saint-Hyacinthe          | Les Maskoutains            | 57 239  |
| 5  | Châteauguay              | Roussillon                 | 50 815  |
| 6  | Salaberry-de-Valleyfield | Beauharnois-Salaberry      | 42 787  |
| 7  | Boucherville             | Agglomération de Longueuil | 41 743  |
| 8  | Vaudreuil-Dorion         | Vaudreuil-Soulanges        | 43 268  |
| 9  | Sorel-Tracy              | Pierre-De Saurel           | 35 165  |
| 10 | Chambly                  | La Vallée-du-Richelieu     | 31 444  |

### Population
| 1713  | 1760  | 1791   | 1831    | 1851    | 1861    | 1871    | 1881    | 1891    |
| ----- | ----- | ------ | ------- | ------- | ------- | ------- | ------- | ------- |
| 2 416 | 9 000 | 33 000 | 160 000 | 253 683 | 283 543 | 264 187 | 271 914 | 265 647 |

| 1901    | 1911    | 1921    | 1931    | 1941    | 1951    | 1961    | 1971    | 1981      |
| ------- | ------- | ------- | ------- | ------- | ------- | ------- | ------- | --------- |
| 256 321 | 261 710 | 272 265 | 292 829 | 330 341 | 446 169 | 631 885 | 832 730 | 1 058 617 |

| 1986      | 1991      | 1996      | 2001      | 2006      | 2011      | 2016      | 2021      | - |
| --------- | --------- | --------- | --------- | --------- | --------- | --------- | --------- | - |
| 1 089 422 | 1 198 187 | 1 255 920 | 1 276 412 | 1 357 720 | 1 442 433 | 1 507 070 | 1 591 620 | - |

En 2014, la Montérégie compte une population de 1 508 127 habitants. La densité de population est de 135,7 hab./km2.
Quelques chiffres :
| Superficie en terre ferme (2013)                                                      | 11 111 km2     |
| Densité de population (2014)                                                          | 135,7 hab./km2 |
| Population totale (2014)                                                              | 1 508 127 hab. |
| 0-14 ans                                                                              | 246 546 hab.   |
| 15-24 ans                                                                             | 182 914 hab.   |
| 25-44 ans                                                                             | 386 116 hab.   |
| 45-64 ans                                                                             | 442 134 hab.   |
| 65 ans et plus                                                                        | 250 417 hab.   |
| Solde migratoire interrégional (2013-2014)                                            | 4 928 hab.     |
| Perspectives démographiques (variation de la population 2036/2011)                    | 21,1 %         |
| Emplois (novembre 2015)                                                               | 786 800        |
| Taux d'activité (novembre 2015)                                                       | 66,9 %         |
| Taux d'emploi (novembre 2015)                                                         | 62,8 %         |
| Taux de chômage (novembre 2015)                                                       | 6,2 %          |
| Taux de faible revenu des familles (2012)                                             | 6,8 %          |
| Revenu disponible par habitant (2013)                                                 | 28 115 $       |
| PIB aux prix de base par habitant (2014)                                              | 34 419 $       |
| Secteur manufacturier (variation des revenus découlant des biens fabriqués 2012/2011) | 1,9 %          |

## Administration

Carte des municipalités régionales de comté de la Montérégie avant juillet 2021.

La région de la Montérégie est composée de 177 municipalités locales réparties dans douze municipalités régionales de comté (MRC) et un territoire équivalent. Elle comporte également deux réserves indiennes (Akwesasne et Kahnawake).
| Nom                         | Chef-lieu                | Population 2021 | Superficie terrestre (km2) | Densité (hab./km2) |
| --------------------------- | ------------------------ | --------------- | -------------------------- | ------------------ |
| Acton                       | Acton Vale               | 15 654          | 579,80                     | 27                 |
| Beauharnois-Salaberry       | Beauharnois              | 68 322          | 471,26                     | 144,98             |
| La Vallée-du-Richelieu      | Beloeil                  | 131 803         | 588,60                     | 217,68             |
| Le Haut-Richelieu           | Saint-Jean-sur-Richelieu | 121 277         | 936,02                     | 121,31             |
| Le Haut-Saint-Laurent       | Huntingdon               | 22 213          | 19,1                       | 17,88              |
| Les Jardins-de-Napierville  | Saint-Michel             | 24 404          | 34,7                       | 30,39              |
| Les Maskoutains             | Saint-Hyacinthe          | 89 432          | 1 302,90                   | 68,07              |
| Agglomération de Longueuil* | Longueuil                | 436 785         | 282,21                     | 1 547,73           |
| Marguerite-D'Youville       | Sainte-Julie             | 80 313          | 346,04                     | 197,86             |
| Pierre-De Saurel            | Sorel-Tracy              | 51 843          | 597,55                     | 81,13              |
| Roussillon                  | Saint-Constant           | 185 568         | 423,82                     | 459,78             |
| Rouville                    | Marieville               | 37 889          | 483,12                     | 77,31              |
| Vaudreuil-Soulanges         | Vaudreuil-Dorion         | 162 600         | 855,56                     | 159,46             |
| Région                      | Région                   | 1,5 M           | 11 132,34                  | 170,79             |

## Politique

### Ministre responsable
| Années | Années          | Député               | Parti                   |
| ------ | --------------- | -------------------- | ----------------------- |
|        | 2003 - 2008     | Jean-Marc Fournier   | Parti libéral du Québec |
|        | 2008 - 2012     | Nicole Ménard        | Parti libéral du Québec |
|        | 2012 - 2014     | Marie Malavoy        | Parti québécois         |
|        | 2014 - 2016     | Pierre Moreau        | Parti libéral du Québec |
|        | 2016 - 2018     | Lucie Charlebois     | Parti libéral du Québec |
|        | 2018 - 2020     | Christian Dubé       | Coalition avenir Québec |
|        | 2020 - 2022     | Simon Jolin-Barrette | Coalition avenir Québec |
|        | 2022 - en cours | Suzanne Roy          | Coalition avenir Québec |

### Circonscriptions électorales

#### Circonscriptions électorales provinciales
La Montérégie représente la deuxième entité politique qui envoie le plus de députés à l'Assemblée nationale du Québec après la région de Montréal. Elle est composée de 23 circonscriptions provinciales : 
- Beauharnois : Claude Reid (CAQ)
- Borduas : Simon Jolin-Barrette (CAQ)
- Brome-Missisquoi : Isabelle Charest (CAQ)
- Chambly : Jean-François Roberge (CAQ)
- Châteauguay : Marie-Belle Gendron (CAQ)
- Granby : François Bonnardel (CAQ)
- Huntingdon : Carole Mallette (CAQ)
- Iberville : Audrey Bogemans (CAQ)
- Johnson (en partie) : André Lamontagne (CAQ)
- La Pinière : Linda Caron (PLQ)
- Laporte : Isabelle Poulet (CAQ)
- La Prairie : Christian Dubé (CAQ)
- Marie-Victorin : Shirley Dorismond (CAQ)
- Montarville : Nathalie Roy (CAQ)
- Richelieu : Jean-Bernard Émond (CAQ)
- Saint-Hyacinthe : Chantal Soucy (CAQ)
- Saint-Jean : Louis Lemieux (CAQ)
- Sanguinet : Christine Fréchette (CAQ)
- Soulanges : Marilyne Picard (CAQ)
- Taillon : Lionel Carmant (CAQ)
- Vachon : Ian Lafrenière (CAQ)
- Vaudreuil : Marie-Claude Nichols (IND)
- Verchères : Suzanne Dansereau (CAQ)

#### Circonscriptions électorales fédérales
La Montérégie représente la deuxième région du Québec qui envoie le plus de députés à la Chambre des communes du Canada après la région de Montréal. Elle est composée de quinze circonscriptions fédérales : 
- Bécancour—Nicolet—Saurel : Louis Plamondon (BQ)
- Belœil—Chambly : Yves-François Blanchet (BQ)
- Brome—Missisquoi : Pascale St-Onge (PLC)
- Brossard—Saint-Lambert : Alexandra Mendès (PLC)
- Châteauguay—Les Jardins-de-Napierville : Nathalie Provost (PLC)
- La Prairie—Atateken : Jacques Ramsay (PLC)
- Longueuil—Charles-LeMoyne : Sherry Romanado (PLC)
- Longueuil—Saint-Hubert : Natilien Joseph (PLC)
- Mont-Saint-Bruno—L'Acadie : Bienvenu-Olivier Ntumba (PLC)
- Pierre-Boucher—Les Patriotes—Verchères : Xavier Barsalou-Duval (BQ)
- Salaberry—Suroît : Claude DeBellefeuille (BQ)
- Saint-Hyacinthe—Bagot : Simon-Pierre Savard-Tremblay (BQ)
- Saint-Jean : Christine Normandin (BQ)
- Shefford : Andréanne Larouche (BQ)
- Vaudreuil—Soulanges : Peter Schiefke (PLC)

## Économie
Surnommée le « garde-manger du Québec » la région de la Montérégie occupe une place stratégique dans la production et la transformation des aliments, notamment en raison de ses sols et de ses climats favorables à la culture. En tout, les secteurs de la production de biens, des services et le  tourisme occupent aussi une importante part du marché et des emplois de la région.
- PIB total (2014) 51 908,6 M$[19] (2 de 17)
- Revenu disponible moyen par habitant[20] (2013) - 26 112 $

## Éducation
Le réseau scolaire public de la Montérégie est administré, en tout ou en partie, par huit centres de services scolaires (CSS); 
| Code   | Nom                   | Siège administratif        | Territoires desservis               |
| ------ | --------------------- | -------------------------- | ----------------------------------- |
| 861000 | Sorel-Tracy           | Sorel-Tracy                | Pierre-De Saurel                    |
| 862000 | Saint-Hyacinthe       | Saint-Hyacinthe            | Acton                               |
| 862000 | Saint-Hyacinthe       | Saint-Hyacinthe            | Les Maskoutains                     |
| 863000 | Hautes-Rivières       | Saint-Jean-sur-Richelieu   | Le Haut-Richelieu                   |
| 863000 | Hautes-Rivières       | Saint-Jean-sur-Richelieu   | Les Jardins-de-Napierville (partie) |
| 863000 | Hautes-Rivières       | Saint-Jean-sur-Richelieu   | Rouville                            |
| 864000 | Marie-Victorin        | Longueuil                  | Agglomération de Longueuil (partie) |
| 865000 | Patriotes             | Saint-Bruno-de-Montarville | Agglomération de Longueuil (partie) |
| 865000 | Patriotes             | Saint-Bruno-de-Montarville | La Vallée-du-Richelieu              |
| 865000 | Patriotes             | Saint-Bruno-de-Montarville | Marguerite-D'Youville               |
| 867000 | Grandes-Seigneuries   | La Prairie                 | Les Jardins-de-Napierville (partie) |
| 867000 | Grandes-Seigneuries   | La Prairie                 | Roussillon                          |
| 868000 | Vallée-des-Tisserands | Beauharnois                | Beauharnois-Salaberry               |
| 868000 | Vallée-des-Tisserands | Beauharnois                | Le Haut-Saint-Laurent               |
| 869000 | Trois-Lacs            | Vaudreuil-Dorion           | Vaudreuil-Soulanges                 |

et par quatre commissions scolaires anglophones (CS).
| Code   | Nom                            | Siège administratif | Territoires desservis               |
| ------ | ------------------------------ | ------------------- | ----------------------------------- |
| 883000 | Eastern Townships School Board | Magog               | Le Haut-Richelieu (partie)          |
| 883000 | Eastern Townships School Board | Magog               | Rouville (partie)                   |
| 884000 | Riverside School Board         | Longueuil           | Agglomération de Longueuil          |
| 884000 | Riverside School Board         | Longueuil           | La Vallée-du-Richelieu              |
| 884000 | Riverside School Board         | Longueuil           | Le Haut-Richelieu (partie)          |
| 884000 | Riverside School Board         | Longueuil           | Les Jardins-de-Napierville (partie) |
| 884000 | Riverside School Board         | Longueuil           | Les Maskoutains                     |
| 884000 | Riverside School Board         | Longueuil           | Marguerite-D'Youville               |
| 884000 | Riverside School Board         | Longueuil           | Pierre-De Saurel                    |
| 884000 | Riverside School Board         | Longueuil           | Roussillon (partie)                 |
| 884000 | Riverside School Board         | Longueuil           | Rouville (partie)                   |
| 888000 | Lester-B.-Pearson School Board | Dorval              | Vaudreuil-Soulanges                 |
| 889000 | New Frontiers School Board     | Châteauguay         | Beauharnois-Salaberry               |
| 889000 | New Frontiers School Board     | Châteauguay         | Le Haut-Saint-Laurent               |
| 889000 | New Frontiers School Board     | Châteauguay         | Les Jardins-de-Napierville (partie) |
| 889000 | New Frontiers School Board     | Châteauguay         | Roussillon (partie)                 |

## Santé
La région de la Montérégie est découpée en trois centres intégrés de santé et de services sociaux (CISSS).